# (6386) Keithnoll
(6386) Keithnoll est un astéroïde de la ceinture principale aréocroiseur.

## Description
(6386) Keithnoll est un astéroïde aréocroiseur. Il présente une orbite caractérisée par un demi-grand axe de 2,27 UA, une excentricité de 0,30 et une inclinaison de 8,7° par rapport à l'écliptique.
Il est nommé d'après Keith S. Noll.

## Compléments